# Anthyllis hamosa
Anthyllis hamosa es una especie de la familia de las fabáceas.

## Descripción
Son hierbas anuales, densamente hirsutas. Tallos erectos o ascendentes, robustos. Hojas superiores claramente imparipinnadas con hasta 13 folíolos linear-lanceolados. Cabezuelas con numerosas flores sobre pedúnculos tan largos o más cortos que las hojas, con brácteas algo más largas que las flores. Cáliz de 6-9 mm, incurvo. Corola ligeramente más larga que el cáliz, amarilla. Legumhre estipitada, recurva, falciforme, con pico de c. 10 mm, exento e incurvo y ala escariosa en la sutura ventral. Tiene un número de cromosomas de. 2n = 12 (Huelva). Florece y fructifica de abril a junio.

## Distribución y hábitat
Se encuentra en dunas y arenales costeros, más rara en pastizales terofíticos, indiferente edáfica, principalmente, en suelos arenosos; a una altitud de  0-400 metros en el SW de la península ibérica y Norte de África (de Marruecos a Túnez).

## Taxonomía
Anthyllis hamosa fue descrita por  René Louiche Desfontaines y publicado en Flora Atlantica 2: 151. 1799.
Etimología
Anthyllis: nombre genérico que provine del griego antiguo anthyllís = "planta florida"; anthýllion = "florecilla"; de anthos = "flor"). El género fue establecido por Rivinus y revalidado por Linneo para plantas que nada tienen que ver con las dichas; aunque ya Dodonaeus y Lobelius incluían entre sus Anthyllis plantas de las que hoy llamamos así.
hamosa: epíteto
Sinónimos
- Cornicina hamosa (Desf.) Boiss.
- Hymenocarpos hamosus (Desf.) Lassen[4]